# (283990) Randallrosenfeld
(283990) Randallrosenfeld est un astéroïde de la ceinture principale.

## Description
(283990) Randallrosenfeld est un astéroïde de la ceinture principale. Il fut découvert le 16 septembre 2004 à Vail-Jarnac par Tom Glinos et Wendee Levy. Il présente une orbite caractérisée par un demi-grand axe de 2,36 UA, une excentricité de 0,21 et une inclinaison de 2,4° par rapport à l'écliptique.

## Compléments